# Pizzofalcone
La collina di Pizzofalcone, nota anche con il nome di Monte di Dio, è una zona di Napoli che fa parte del quartiere San Ferdinando, situata fra il Borgo Santa Lucia, il Chiatamone e Chiaia, è alta 60 metri.

## Etimologia
Il nome di Pizzofalcone risale alla metà del Duecento, quando la collina non faceva parte del tessuto urbano. Il re di Napoli Carlo I d'Angiò decise di praticare in questa zona la caccia al falcone, facendo costruire sulla collina una falconiera per la real caccia di falconi.
Il nome Monte di Dio deriva invece dalla omonima chiesa con annesso convento fondati nel XVI secolo alla fine di via Monte di Dio e oggi non più esistenti.

## Storia

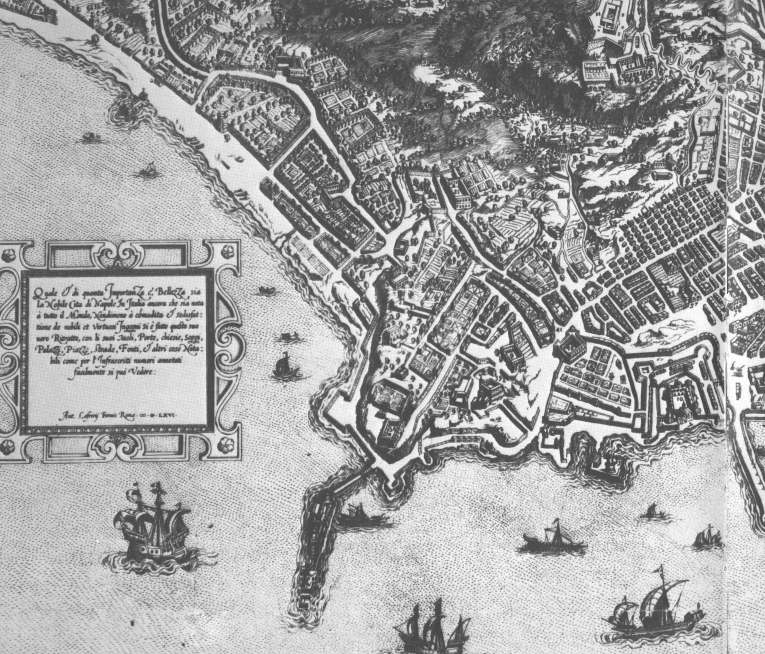
La veduta di Lafréry del 1566

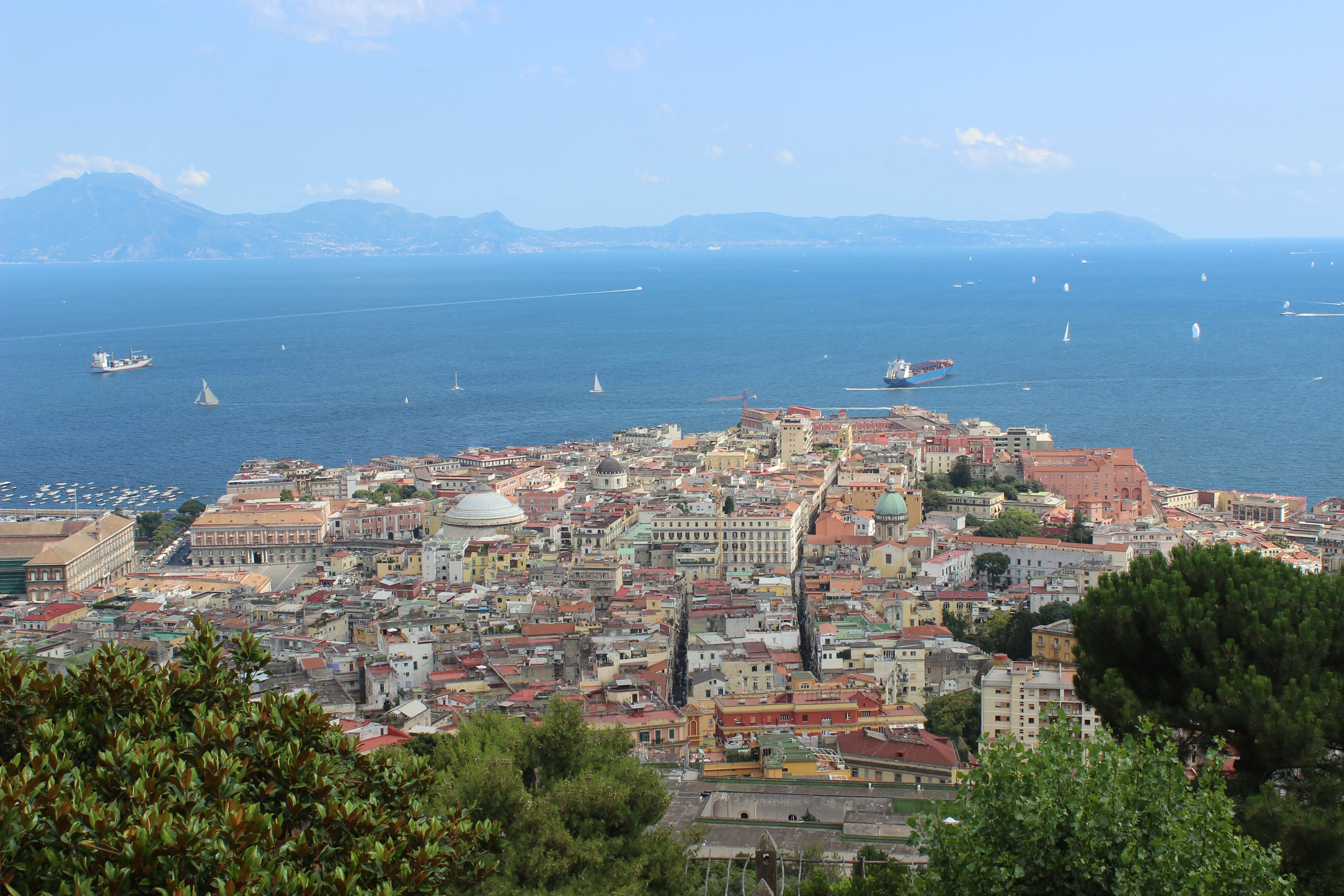
La collina di Pizzofalcone vista dalla Certosa di San Martino

Qui i Cumani fondarono Partenope alla fine dell'VIII secolo a.C., anche se la più antica documentazione archeologica è risalente al III quarto dell'VIII, ossia tra il 750 e il 720 a.C., non lontana dalle fasi più antiche di Pithecusa e dell'abitato di Cuma.
In epoca romana, l'area faceva parte della villa di Licinio Lucullo. All'apice della collina, nel sito archeologico di Monte Echia, sono visibili alcuni resti della tenuta della Villa.
Dopo la caduta dell'Impero romano d'Occidente, a partire dalla fine del V secolo d.C., Pizzofalcone fu occupata da una importante comunità di monaci basiliani, che nel VII secolo adottarono la regola di San Benedetto.
Nel 1442 Napoli fu assediata da Alfonso V d'Aragona. All'epoca, la zona di Pizzofalcone era fuori dalle mura della città. Per supportare gli attacchi, fu costruito un bastione, chiamato fortelicio di Pizzofalcone, poi rimasto a protezione della città. (All'ultimo di marzo Re Alfonso, havendo lassato contra Napole fortificata la bastìa di Pizzofalcone, se ne andaje a Vico [...] dalla Bastia che stava a Campo Vecchio sopra Pizzofalcone contra Napule... An. Diaria neapolitana etc. In Ludovico Antonio  Muratori, Rerum italicarum scriptores etc. C. 1.123, t. 21. Milano, 1732.)
La vera urbanizzazione della zona inizia nel 1509, quando Andrea Carafa della Spina, conte di Santa Severina, acquistò alcuni terreni del monastero dei Santi Pietro e Sebastiano per edificarvi la propria villa. Nell'atto di compravendita si ha l'ultima traccia del fortelicio di Pizzofalcone, probabilmente abbattuto durante l'allargamento delle mura cittadine. Nella veduta di Antoine Lafréry del 1566, è già chiara la struttura urbanistica della zona.
Al viceré Don Pedro de Toledo si deve l'ampliamento cinquecentesco che, per la prima volta, inglobò all'interno delle mura il monte Echia, ancora in epoca aragonese fortezza militare siti Perillos, propaggine esterna della città.
Il posto di caccia voluto da Carlo I d'Angiò fu demolito per far posto a un carcere, che fu poi convertito in caserma militare, che nel XIX secolo era occupato dai Granatieri della Guardia Reale. Nella stessa area insisteva il Reale officio topografico, in cui venivano redatte le carte topografiche, geografiche e idrografiche del Regno delle Due Sicilie. L'edificio era provvisto di una specola per le osservazioni astronomiche in funzione delle rilevazioni geodetiche.
In seguito alla frana verificatasi la sera del 28 gennaio 1868, il Genio militare compì diverse perizie volte ad accertare se l'evento catastrofico fosse stato determinato da un'errata costruzione dei muri di sostegno della scarpata; in quella occasione fu redatta, dall'ingegnere Alfonso Guerra, la prima pianta delle grotte del Monte Echia, per documentare l'esistenza di cavità alle quali si aveva accesso dagli edifici collocati lungo via Santa Lucia e via Chiatamone.
Alla fine del XIX secolo, con la costruzione di via Caracciolo e la colmata a mare, lo sperone del monte nei pressi di via Chiatamone fu ridimensionato.

## Monumenti e luoghi d'interesse
La zona di Pizzofalcone, nella parte sud del quartiere San Ferdinando, pur essendo poco estesa, conserva numerosi luoghi di interesse storico e artistico.
Sulla cima della collina c'è il sito archeologico di Monte Echia, col suo belvedere affacciato sul Golfo di Napoli e i resti della Villa di Licinio Lucullo. Da qui è possibile scendere al Chiatamone e agli adiacenti Borgo Santa Lucia e Borgo Marinari tramite l'ascensore del Monte Echia e le rampe di Pizzofalcone, lungo le quali si può ammirare Villa Ebe, opera dell'architetto Lamont Young. Sempre sul monte Echia sorgono il Palazzo Carafa di Santa Severina e la chiesa dell'Immacolatella a Pizzofalcone, primi insediamenti urbani della zona. Anticamente qui era situato anche l'ingresso principale del Gran Quartiere di Pizzofalcone. Dalla fine del XIX secolo l'ingresso della caserma fu spostato all'apice di via Monte di Dio.
La via di accesso principale al monte Echia è via Egiziaca a Pizzofalcone. Questa strada di transito per la caserma era la via commerciale della zona, mentre la parallela via monte di Dio era la via residenziale. Gran parte della strada, verso levante, era occupata dal convento dell'Egiziaca a Pizzofalcone e dalla Chiesa di Santa Maria Egiziaca a Pizzofalcone, opera di Cosimo Fanzago. Sul lato opposto della strada spicca Palazzo Serra di Cassano. Quello di via Egiziaca era l'ingresso principale del palazzo. Poi, nel 1799, il figlio del duca, Gennaro Serra di Cassano, fu condannato a morte per aver aderito alla Repubblica Napoletana. Da allora il portone principale è chiuso per lutto e l'accesso a palazzo avviene da via Monte di Dio. Il palazzo ospita la sede dell'Istituto italiano per gli studi filosofici.
Da via Egiziaca è possibile scendere verso piazza Plebiscito e la litoranea attraversando il Pallonetto di Santa Lucia, nucleo storico dell'omonimo borgo. Qui si trovano la Chiesa di Santa Maria della Solitaria ed il Museo artistico industriale Filippo Palizzi, ospitato nella sede dell'Istituto d'arte "Palizzi".
Parallela a via Egiziaca c'è via Monte di Dio. Come detto all'apice della strada sorge il Gran Quartiere di Pizzofalcone. Oggi questa caserma intitolata a Nino Bixio ospita un Reparto Mobile della Polizia di Stato. il nome della strada deriva dal fatto che fino al XIX secolo al posto dell'ingresso della caserma sorgeva la chiesa di Monte di Dio. Sul lato di ponente della strada, in largo generale Parisi, c'è la Scuola militare Nunziatella, uno dei più antichi istituti di formazione militare del mondo. Dello stesso complesso fa parte la Chiesa della Nunziatella, costruita nel 1588 e rimaneggiata nel 1736 dall'architetto Ferdinando Sanfelice. Sempre qui sorge il Palazzo della SIP (Palazzo Pacanowski), edificato ad inizio anni sessanta, oggi sede distaccata dell'Università degli Studi di Napoli "Parthenope".
Scendendo lungo via Monte di Dio si incontrano numerosi palazzi edificati nel '600 e nel '700, il già citato Palazzo Serra di Cassano e il Teatro Politeama. Per giungere in Piazza Santa Maria degli Angeli. Oggi la piazza è occupata dai lavori per la realizzazione della stazione Chiaia - Monte di Dio della Linea 6 della metropolitana di Napoli. Sulla Piazza si affacciano la Basilica di Santa Maria degli Angeli a Pizzofalcone ed il Palazzo Ciccarelli di Cesavolpe, sede della Municipalità 1 della Città di Napoli. Adiacente alla Piazza sorge il Ponte di Chiaia. Il Ponte garantisce il collegamento stradale con la zona di San Carlo alle Mortelle e, tramite un ascensore, il collegamento pedonale con via Chiaia.
Dalla piazza, percorrendo via Gennaro Serra, si giunge a Piazza Plebiscito. Su questa strada c'è l'ingresso della Galleria Borbonica, voluta da Ferdinando II di Borbone per garantirsi una via di fuga verso il mare in caso di tumulti popolari.

## Trasporti
- Ascensore del Monte Echia
- Ascensore Chiaia
- Linea 6, stazione Chiaia
- Autobus E6 - Circolare P.zza Trieste e Trento - Rampe Brancaccio